# Kōkichi Mikimoto
Kōkichi Mikimoto (jap. 御木本 幸吉 Mikimoto Kōkichi; ur. 10 marca 1858 w Tobie, zm. 21 września 1954) – japoński naukowiec i hodowca, inicjator i jeden z głównych twórców hodowli pereł morskich. 
Prowadził eksperymenty nad możliwością hodowli i inicjowania powstania pereł u małża Pinctada martensii. W 1889 r. w zatoce Ago i w 1890 r. w zatoce Toba założył dwie duże hodowle, z których pozyskiwał perły półkoliste. Od 1893 r. prowadził badania nad otrzymaniem pereł okrągłych w swojej nowej hodowli na wyspie Tatoku. W 1896 r. przyznano mu pierwszy patent na sposób hodowli pereł półkolistych, a w 1908 r. także na otrzymywanie pereł okrągłych. 
Jego córka wyszła za mąż za innego badacza hodowlanych pereł, Tokichiego Nishikawę (1874–1909). Po tym fakcie firma Mikimoto zaczęła intensywnie się rozwijać, bazując także na odkryciach Nishikawy i wcześniejszych pracach Tatsuhei Mise. Istnieje do dzisiaj tworząc Mikimoto Jewelry MFG.CO.LTD
Pośmiertnie w 1954 r. otrzymał Order Świętego Skarbu (najwyższą klasę – Wielką Wstęgę). 